# Samenstelling van het menselijk lichaam
De samenstelling van het menselijk lichaam kan worden bekeken op verschillende niveaus. In het vijf-compartimentenmodel wordt de samenstelling van het menselijk lichaam weergegeven op vijf niveaus: atomair, moleculair, cellulair, functioneel (weefsels en organen) en het gehele lichaam.
Kennis van de lichaamssamenstelling en de veranderingen die daarin kunnen optreden is van belang in diverse medische en verwante vakgebieden, zoals de pathologie (die bijvoorbeeld over- en ondergewicht bestudeert), de fysiologie (bestudeert de groei), de gerontologie (bestudeert de veroudering), de gynaecologie (kennis van het vrouwenlichaam), de voedingsleer, de endocrinologie (bestudeert de hormoonfuncties), de biomechanica (bestudeert fysieke inspanning) en de radiologie.

## Referentieman
De samenstelling van het lichaam verschilt per mens. Om deze reden is door het International Commission on Radiological Protection (ICRP) in 1975 de referentieman vastgesteld, waarvoor onderstaande indeling geldt. In 1995 is er ook een model gekomen voor een referentievrouw, terwijl met het beschikbaar komen van meer data er ook modellen voor andere groottes, leeftijden en rassen komen. 

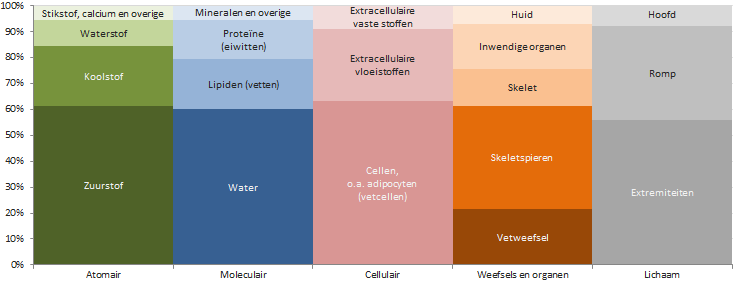
Lichaamssamenstelling op vijf niveaus.

Het massapercentage van het lichaam van de referentieman van 70kg bestaat uit:
| Atomair       | Moleculair     | Weefsels en organen     |
| ------------- | -------------- | ----------------------- |
| 61% zuurstof  | 60% water      | 40% skeletspieren       |
| 23% koolstof  | 19,1% lipiden  | 21,6% vetweefsel        |
| 10% waterstof | 15% proteïne   | 7,1% botten             |
| 2,6% stikstof | 5,3% mineralen | 15,6% inwendige organen |
| 1,4% calcium  |                | 3,7% huid               |

Andere belangrijke elementen zijn fosfor, kalium, zwavel, natrium, chloor en magnesium, terwijl er ook sporen zijn van tientallen elementen.

## Componenten
Om de samenstelling van het lichaam te bepalen, wordt gebruikgemaakt van verschillende technieken die de grootte van de verschillende componenten bepalen. Deze worden ook wel uitgedrukt in verhoudingen van elkaar.

### Atomair
In het lichaam komen ongeveer 60 elementen voor, goed voor een totaal aantal atomen van 6,7 x 1027. Een doorsnee lichaamscel bestaat voor 65 tot 90% uit water, wat de hoge abundantie van zuurstof en waterstof verklaart. Daarnaast zijn koolstof en stikstof ook prominent aanwezig, omdat vrijwel alle chemische componenten in het menselijk lichaam organische moleculen zijn: grofweg proteïnen (aminozuren), vetten en koolhydraten. Bijna 99% van de lichaamsmassa wordt dus uitgemaakt door zuurstof, koolstof, waterstof, stikstof, calcium en fosfor. Calcium is een bestanddeel van botten en tanden; fosfor maakt deel uit van de fosfaat-'ruggengraat' van het DNA-molecuul en van de fosfolipiden in het celmembraan.
Daarnaast komen ook enkele metalen voor, zoals natrium (als Na+), kalium (als K+), magnesium en ijzer (in hemoglobine). Bepaalde metalen, zoals koper, kobalt (in cobalamine), zink en molybdeen maken als cofactor deel uit van bepaalde enzymen. Verder komen er ook sporen voor van zeldzame of zelfs radioactieve elementen, zoals beryllium, wolfraam, goud, radium, thorium en uranium.

### Moleculair
De moleculaire en samengestelde componenten zijn:
|                                                                 |                                                            | Bwt body weight | TBW total body water | Dry Bwt dry bodyweight | FFM fat-free body mass | LBM lean body mass | LFM lipid-free body mass |
| --------------------------------------------------------------- | ---------------------------------------------------------- | --------------- | -------------------- | ---------------------- | ---------------------- | ------------------ | ------------------------ |
| Lipiden L                                                       | Niet-essentiële lipiden (vetten): Ln, non-essential lipids |                 |                      |                        |                        |                    |                          |
| Lipiden L                                                       | Essentiële lipiden: Le, essential lipids                   |                 |                      |                        |                        |                    |                          |
| Water: A, aqueous (extracellulair en intracellulair)            |                                                            |                 |                      |                        |                        |                    |                          |
| Proteïne: Pro, protein                                          |                                                            |                 |                      |                        |                        |                    |                          |
| Mineralen: M, mineral (botmineralen en mineralen in weke delen) |                                                            |                 |                      |                        |                        |                    |                          |
| Glycogeen: G, glycogen (koolhydraten, CHO)                      |                                                            |                 |                      |                        |                        |                    |                          |

### Cellulair
Op het cellulaire niveau wordt een onderverdeling gemaakt in drie compartimenten:
- Cellen, CM, cell mass
  - Spiercellen
  - Bindweefselcellen
  - Epitheelcellen
  - Zenuwcellen
- Extracellulaire vloeistoffen, ECF, extracellular fluids
  - Plasma in de intravasculaire ruimte
  - Interstitiële vloeistof, ISF, interstitial fluid
- Extracellulaire vaste stoffen, ECS, extracellular solids
  - Organische ECS
  - Inorganische ECS

Een ander onderscheid binnen de cellen is die tussen adipocyten (vetcellen) en de overige cellen, de lichaamscelmassa (body cell mass, BCM), het metabool actieve gedeelte van het lichaam. Binnen de cellen wordt niet alleen een onderverdeling gemaakt naar type cellen, maar ook naar vaste stoffen en vloeistoffen.
- CM:
  - Intracellulaire vaste stoffen, ICS, intracellular solids
  - Intracellulaire vloeistoffen, ICF, intracellular fluid

De vloeistoffen bestaan weer voor een groot deel uit water.
- ICF:
  - Intracellulair water, ICW, intracellular water (~94% van ICF, ~60% van TBW)
  - Intracellulair residu, Ri, intracellular residual (~6% van ICF)
- ECF:
  - Extracellulair water, ECW, extracellular water (~40% van TBW)
  - Extracellulair residu, Re, extracellular residual

### Weefsels en organen
Op het niveau van weefsels kunnen vier categorieën onderscheiden worden:
- Spierweefsel
  - Glad spierweefsel
  - Dwarsgestreept spierweefsel
  - Hartspierweefsel
- Bindweefsel
  - Vetweefsel
  - Botweefsel
  - Bloed
- Epitheel of dekweefsel
- Zenuwweefsel

Als orgaansystemen worden wel vijf of negen componenten onderscheiden, afwijkend van Terminologia Anatomica dat is onderverdeeld in vijftien systemen:
- Vetweefsel
  - Subcutaan vetweefsel
  - Visceraal vetweefsel
  - Interstitieel vetweefsel
  - Gele merg
- Skeletspieren
- Skelet
- Ingewanden
- Overige organen
  - Hersenen
  - Hart
  - Lever
  - Milt

### Gehele lichaam
Op het niveau van het gehele lichaam kan een onderverdeling gemaakt worden:
- Hoofd
  - Nek
- Romp
- Extremiteiten of ledematen
  - Armen
  - Benen

## Modellen
Voor de componenten die niet direct te meten zijn, worden wel modellen gemaakt waarbij verhoudingen worden aangenomen. Een bekende aanname is dat fat-free body mass (FFM) voor 73,2% uit water bestaat. Als de total body water (TBW) gemeten is, is hieruit dan de FFM af te leiden:
FFM = TBW/0,732

## Meetmethoden
Om de verschillende componenten te kunnen meten, zijn er verschillende methoden, in vivo of ex vivo. Deze zijn onder te verdelen in de directe metingen en indirecte metingen voor de componenten die niet apart te meten zijn:
- Directe metingen
  - Antropometrie
    - Queteletindex (BMI) (geheel lichaam)
    - Omtrekmetingen (geheel lichaam)
    - Huidplooimetingen (geheel lichaam)
    - Onderwaterwegingen (weefsel)
    - Echografie

  - Biochemische metingen
    - Bio-elektrische impedantieanalyse (BIA) (weefsel)

  - Radio-isotopische metingen
    - Neutronen-activeringsanalyse (NAA) (atomair, moleculair)
    - Inelastische neutronenverstrooiing (atomair)
    - Isotopenverdunningsanalyse (moleculair, cellulair)
    - Dubbele-energie-röntgenabsorptiometrie (DXA) (weefsel)
    - Computertomografie (CT) (weefsel)
    - Magnetic resonance imaging (MRI) (weefsel)
- Indirecte metingen

## Geschiedenis
De Grieken hadden al ideeën over de samenstelling van het menselijk lichaam, dat zou bestaan uit de vier elementen: water, lucht, vuur en aarde. Echt onderzoek begon echter pas halverwege de negentiende eeuw, terwijl er pas aan het begin van de twintigste eeuw voldoende vooruitgang werd gemaakt om met enige nauwkeurigheid te kunnen werken.
Pfeiffer stelde in 1887 de verhouding van lichaamswater en vetvrije massa vast.